# 日向住吉站
日向住吉站（日语：／ Hyūga-Sumiyoshi eki */?）是位於宮崎縣宮崎市九州旅客鐵道（JR九州）的日豐本線車站。
在1917年至1929年之間，此站可轉乘住吉村營人車軌道。

## 車站構造
木建單層站房一座，曾經過改裝。內設有售票大堂及票務處，現時由JR九州服務支援宮崎站事業所管理。
此站可以使用「SUGOCA」IC卡，以及可以與SUGOCA互相使用的交通系IC卡。車站設有簡易SUGOCA閘機，但不可為SUGOCA增值。

### 月台
設有島式月台1座。1號月台為主月台，主要為供下行列車使用，亦作為特急列車通過時所使用；2號月台為避線，主要用作上行列車或避車時使用。月台和站房之間設有行人天橋連接。
在2021年度時間表改正前，所有日向號列車均使用2號月台上落。2021年起，隨日向號列車取消在本站停車，有關安排亦不復存在。
| 月台 | 路線      | 上下行 | 方向                                     | 備註                     |
| ---- | --------- | ------ | ---------------------------------------- | ------------------------ |
| 1    | ■日豐本線 | 下行   | 南宮崎、宮崎機場、田野、都城、西都城方向 | 主線，特急列車通過時使用 |
| 2    | ■日豐本線 | 上行   | 佐土原、日向新富、高鍋、延岡方向         | 待避線                   |

## 歷史
- 1913年12月15日：宮崎縣營鐵道（日语：宮崎県営鉄道）次郎別府站（日语：／）啟用[1]。
- 1914年8月1日：住吉村營人車軌道（日语：住吉村営人車軌道）開業。
- 1917年9月21日：宮崎縣營鐵道國有化，成為鐵道院妻輕便線（日语：妻軽便線）が所管。
- 1920年9月11日：鐵道院路線改變為宮崎本線。
- 1929年：住吉村營人車軌道廢止[1]。
- 1935年10月1日：車站改名為日向住吉站[1]。
- 1987年4月1日：伴隨國鐵分割民營化，車站由九州旅客鐵道（JR九州）營運。
- 2011年3月12日：隨著時間表修正，部分特急「日向」停站。
- 2015年11月14日：此站可以使用IC卡「SUGOCA」[3]。
- 2021年3月12日：日向號列車不再停靠本站[4]。
- 2022年4月1日：隨宮崎綜合鐵道事業部改組，並且昇格為宮崎支社（日语：九州旅客鉄道宮崎支社），車站管理權由宮崎支社承繼[5]。

## 使用狀況
在2023年度，1日平均乘車人次為1,035人。本站於2022年起，每日使用人數突破了1000人。
以下為近年1日平均乘車人次。
| 年度   | 1日平均 乘車人次 |
| ------ | ---------------- |
| 1996年 | 892              |
| 1997年 | 871              |
| 1998年 | 817              |
| 1999年 | 812              |
| 2000年 | 790              |
| 2001年 | 746              |
| 2002年 | 731              |
| 2003年 | 667              |
| 2004年 | 701              |
| 2005年 | 685              |
| 2006年 | 699              |
| 2007年 | 745              |
| 2008年 | 824              |
| 2009年 | 822              |
| 2010年 | 786              |
| 2011年 | 754              |
| 2012年 | 784              |
| 2013年 | 856              |
| 2014年 | 847              |
| 2015年 | 876              |
| 2016   | 858              |
| 2017   | 899              |
| 2018   | 904              |
| 2019   | 886              |
| 2020   | 745              |
| 2021   | 832              |
| 2022   | 1,002            |
| 2023   | 1,035            |

## 相鄰車站
九州旅客鐵道
■日豐本線
- 「日向」

通過
- 普通列車

佐土原－日向住吉－蓮池

## 外部連結
- JR九州日向住吉站 （页面存档备份，存于）